# Rafael Romero (Leichtathlet)
Rafael Romero Sandrea (* 22. Mai 1938 in Maracaibo; † 15. August 2021) war ein venezolanischer Leichtathlet, der dreimal an Olympischen Spielen teilnahm.
Bei den Olympischen Spielen 1956 in Melbourne schied Romero sowohl über 100 Meter als auch über 200 Meter im Vorlauf aus. Auch mit der 4-mal-100-Meter-Staffel konnte er sich nicht für eine weitere Runde qualifizieren. Vier Jahre später bei den Olympischen Spielen 1960 in Rom erreichte Romero sowohl über 100 Meter als auch über 200 Meter das Viertelfinale. Die Sprintstaffel in der Besetzung Clive Bonas, Lloyd Murad, Emilio Romero und Rafael Romero als Schlussläufer erreichte das Finale und belegte den fünften Platz. 1964 in Tokio trat Romero nur in der Staffel an. Arquímedes Herrera, Lloyd Murad, Rafael Romero und Hortensio Fucil liefen im Finale in 39,54 Sekunden auf Rang 6. 1956 und 1960 war er während der Eröffnungsfeier Fahnenträger der venezolanischen Mannschaft.
Lediglich 1960 und 1962 wurden Iberoamerikanische Spiele ausgetragen. Romero gelang bei beiden Veranstaltungen ein Sieg auf beiden Sprintstrecken, mit der Staffel gewann er 1960 Gold und 1962 Silber. Mit fünf Goldmedaillen ist Romero zusammen mit dem Argentinier Osvaldo Suárez erfolgreichster Teilnehmer der Iberoamerikanischen Spiele.
Rafael Romero gewann bei den Zentralamerika- und Karibikspielen 1962 Silber über 100 Meter und Gold über 200 Meter. Bei den Panamerikanischen Spielen 1963 siegte Romero über 200 Meter und gewann mit der Staffel Silber.
Bei einer Körpergröße von 1,78 m betrug sein Wettkampfgewicht 72 kg.